# 波卡塞特河 (马萨诸塞州)

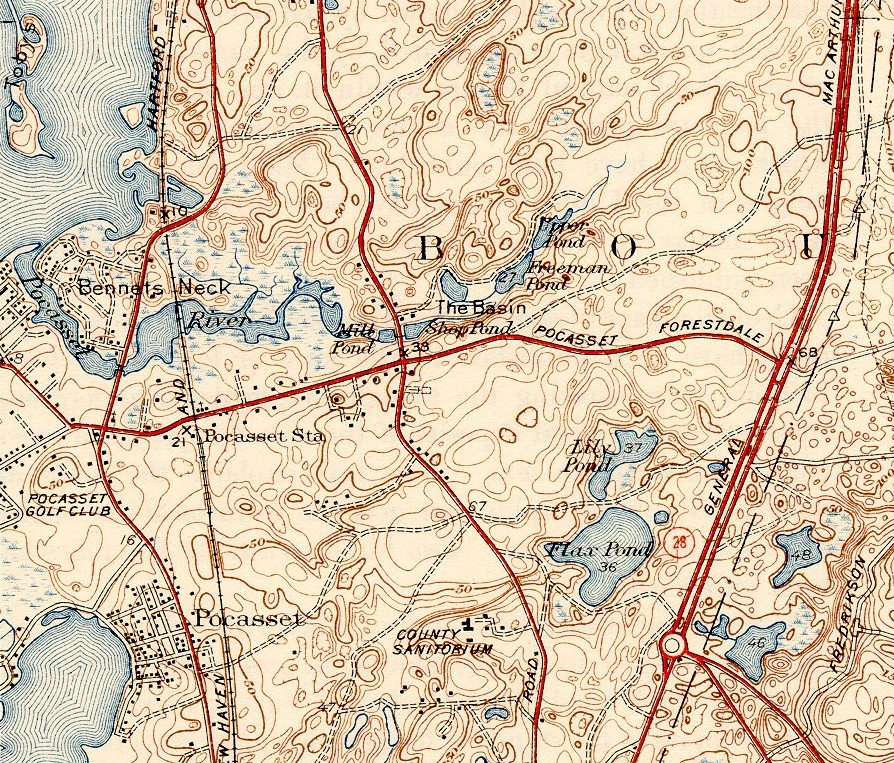
波卡塞特河和周围地区

波卡塞特（英語：Pocasset River）是美国马萨诸塞州巴泽兹湾东岸巴恩斯特布爾縣的一条潮河，河水向西流经一系列的池塘和湿地，总长度大约3.2公里。